# Anita Farra
Anita Farra (Venecia, 15 de julio de 1905-Predappio, 4 de agosto de 2008) fue una actriz italiana, que participó en alrededor de una treintena de películas, generalmente en papeles de reparto, a lo largo de su carrera cinematográfica que abarcó desde la década de 1930 hasta la de 1970. También fue una destacada actriz de doblaje.

## Filmografía completa
- Palio (1932)
- Bertoldo, Bertoldino e Cacasenno (1937)
- L'ultimo scugnizzo (1938)
- El acusado (1939)
- Il cavaliere di San Marco (1939)
- Frente de Madrid (1939)
- Ultima giovinezza (1939)
- La voce senza volto (1939)
- Fascino (1939)
- Sin novedad en el Alcázar (1940)
- Boccaccio (1940)
- Il Bazar delle idee (1940)
- Ricchezza senza domani (1940)
- Fanfulla da Lodi (1940)
- La famiglia Brambilla in vacanza (1941)
- La amante secreta (1941)
- È caduta una donna (1941)
- I pirati della Malesia (1941)
- Il re d'Inghilterra non paga (1941)
- La sonnambula (1941)
- Madrid de mis sueños (1942)
- Dora, la espía (1943)
- Cuando los ángeles duermen (1947)
- La sirena negra (1947)
- La próxima vez que vivamos (1948)
- Las tinieblas quedaron atrás (1948)
- La città dolente (1949)
- Crónica de un amor (1950)
- El Zorro, caballero de la justicia (1971)
- El karate el Colt y el impostor (1974)
- Yo no perdono un cuerno (1975)